# 自由市惨変
自由市惨変（じゆうしさんへん）は、1921年にロシア社会主義連邦ソビエト共和国のスヴォボードヌイで朝鮮の独立軍が、ロシアの労農赤軍と衝突し壊滅した事件である。自由市事変、黒河事変ともいう。「スヴォボードヌイ」はロシア語で「自由な」という意味なので、朝鮮人はスヴォボードヌイを「自由市」と呼んでいた。
1919年の三・一運動後、満州東部の間島地域では、多数の朝鮮人武装組織が朝鮮独立を掲げ武力闘争を行っていたが、1920年10月の青山里戦闘の後、日本軍による掃討作戦に追われ、密山市(現･中国)を経て、ロシアのスヴォボードヌイに移動した。ロシアの赤軍とも連携して、体制を立て直そうとした。
しかし、高麗共産党が「イルクーツク派」、「上海派」などに分裂し、主導権を巡って権力闘争に発展したため、ロシアの赤軍は武装解除を試みたが、尼港事件でサハリン部隊を率いた朝鮮系ロシア人革命家の朴イリア（朴エルリア）を中心とする朝鮮人武装勢力はこれに応じず抵抗した。1921年6月28日には、赤軍と朝鮮人武装勢力の間で戦闘が起こった。これによって朝鮮人武装勢力は多数の死者を出して壊滅した。
この事件により、1928年の第6回コミンテルン大会で朝鮮共産党の承認が取り消された。